# Halo: Uprising
Halo: Uprising es un cómic estadounidense de serie limitada de cuatro ejemplares, ambientado en el universo de Halo. La serie fue escrita por Brian Michael Bendis, ilustrada por Alex Maleev, y publicada por Marvel Comics. Uprising cuenta una historia ambientada entre el final del videojuego Halo 2 y el comienzo de su secuela, Halo 3, donde la Tierra está bajo el ataque de una alianza de razas alienígenas conocida como el Covenant. La serie estaba destinada a ser lanzada y concluida antes de que de Halo 3 saliera a la venta el 25 de septiembre de 2007, pero la edición final no apareció hasta abril de 2009.
- Datos: Q3126186